# Georg Kroenig

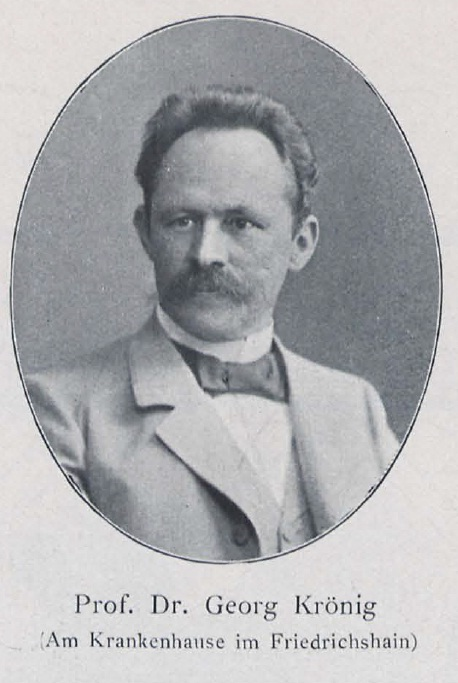
Georg Kroenig. Foto von 1901.

Georg Kroenig (* 22. April 1856 in Potsdam; † 15. Juni 1911 in Berlin) war ein deutscher Mediziner und Hochschullehrer.

## Leben
Georg Kroenig studierte Medizin. Während seiner Studienzeit an der Universität Straßburg wurde er 1877 Mitglied des Corps Rhenania. Nach Abschluss des Studiums im Jahre 1881 wurde er 1882 Assistent an der 1. medizinischen Klinik in Berlin bei Friedrich Theodor von Frerichs. Nach dessen Tod führte er mikroskopische Studium im Laboratorium von Heinrich Wilhelm Waldeyer durch. 1888 wurde er Assistent für Mikroskopie in der Klinik von Carl Jakob Adolf Christian Gerhardt. 1888 habilitierte er sich an der Universität Berlin für innere Medizin. 1890 gründete er eine private Poliklinik, der ein Laboratorium für klinische Mikroskopie angeschlossen war. 1894 wurde er Oberarzt am Krankenhaus Friedrichshain. 1895 wurde er zum Universitätsprofessor berufen. Zuletzt war er Leitender Arzt.
Kroenig publizierte mannigfaltige internistischen Untersuchungen. Nach ihm wurden die Kroenigschen Schallfelder, die sich beim Abhören der Lunge ergeben, benannt. Weiterhin erlangte er durch die Entwicklung wissenschaftlicher Apparate wie zum Beispiel des Narkoseapparates Roth-Dräger-Krönig Bekanntheit.

## Schriften
- Eine Vereinfachung und Abkürzung des Biedert'schen Verfahrens zum Auffinden von Tuberkelbacillen im Sputum vermittelst der Stenbeck'schen Centrifuge, 1891
- Beiträge zur bakteriologischen und klinisch-mikroskopischen Technik
- Über den diagnostischen und therapeutischen Werth der Lumbalpunction, 1896
- Allgemeine Therapie der Krankheiten des Blutes und der blutbildenden Organe, 1899
- Zur Prophylaxe der Lungen-Tuberkulose, 1900